# Kawamoto Ryoji
Ryoji Kawamoto (sinh ngày 25 tháng 9 năm 1982) là một cầu thủ bóng đá người Nhật Bản.

## Sự nghiệp câu lạc bộ
Ryoji Kawamoto đã từng chơi cho Oita Trinita, Ehime FC, Sagawa Printing và Zweigen Kanazawa.